# Győri ETO KC
Győri ETO KC er en håndboldklub fra Győr i Ungarn, som især er kendt for sit kvindehold, som er et af Europas bedste klubhold. Klubben har vundet EHF Champions League fem gange i henholdsvis 2013, 2014, 2017, 2018, 2019, 2024 og 2025, nåede finalen i EHF Cup'en for kvinder i 1999, 2002, 2004 og 2005 samt finalen i Cup Winners' Cup i 2006. De har også vundet det ungarske mesterskab hele 18 gange, samt pokalturneringen (Magyar Kupa) 15 gange. Klubbens nuværende cheftræner er svensk Per Johansson og assistent slovensk Uroš Bregar.
Klubben regnes for at være, på kvindesiden, en af Europas mest prestigefyldte og anerkendte klubber. Derudover har de haft en mangeårig rivalisering med hovedstadsklubben Ferencváros TC, der sammen med klubben kæmper om mesterskabstitelen i Ungarn hver sæson.
På herresiden har klubben vundet IHF Cup i 1986.

## Historie
Győri ETO blev grundlagt i 1904, men kvindeafdelingen, blev først skabt i 1948. I 1957 vandt klubbens kvindehold det ungarske mesterskab for første gang. Klubbens mest succesfulde periode startede i 2005, da holdet vandt det ungarske mesterskab og den ungarske pokalturnering, samt nåede finalen i EHF Cup. I 2006 deltog de ved EHF Cup Winners' Cup. I 2007 og 2008 nåede de semifinalen i kvindernes EHF Champions League.
I 2009, Győri ETO nåede igen i finalen i EHF Champions League og mødte denne gang de danske mestre fra Viborg HK. På grund af en knæskade, få dage før den første finalekamp, måtte kaptajn Anita Görbicz, melde fra. Győr tabte den første kamp, ude 26-24 i en fyldt Gigantium i Aalborg, men blev besejret på hjemmebane i Veszprém Arena 23-26, og mistede dermed titlen på den samlede score, med 50-49.
Tre år senere nåede holdet til finalen ved Champions League i 2012, hvor de mødte montenegrinske Budućnost. Klubben vandt den første kamp på hjemmebane til 29-27, men Budućnost vandt anden kamp, med en sejr på 27-25 i omkamp, som sikrede montenegrinerne titlen. Året efter, i 2013, vandt holdet så klubbens første Champions League-titel nogensinde. Sommeren forinden havde man ansat spanieren Ambros Martín, der skulle være manden til at fører Győri, til succes. Igen i 2014 vandt klubben, for andet år i træk titlen. Det var først i 2016, man nåede finalen efter en skuffende sæsonen inden, hvor man ikke havde nået semifinalen. Klubben købte derfor mange internationale navne som Linn Jørum Sulland, Ida Alstad, Yvette Broch og Nycke Groot. Man tabte dog finalen in 2016, efter straffekastsafgørelse mod rumænske CSM Bucuresti.
Siden 2017 har klubben vundet Champions League hvert år, og har gjort sig bemærket med flere store handler med blandt andre Stine Bredal Oftedal, Amandine Leynaud, Veronica Kristiansen, Béatrice Edwige og Crina Pintea. I 2017 købte man den danske landsholdspiller Anne Mette Hansen, til klubben. Hansen er den første dansker i klubben nogensinde. Efterfølgende har også Sandra Toft og Line Haugsted repræsenteret klubben og fra sæsonen 2023/24 står en dansk træner i spidsen for den ungarske klub i form af Ulrik Kirkely.
Klubben igennem tiden været under flere navneændringer i deres eksistens, herunder Győri Vasas, Győri Vasas ETO, Győri Keksz ETO, Győri Graboplast ETO og siden 2005 Győri Audi ETO.

## Sponsorer gennem tiden
| Periode   | Virksomheder      | Trøjesponsor                      |
| --------- | ----------------- | --------------------------------- |
|           | adidas            |                                   |
| 2004–2006 | graboplast / e·on |                                   |
| 2006–2010 | Audi / e·on       |                                   |
| 2010      | Erima             | Audi                              |
| 2011      | Erima             | Audi / Digi                       |
| 2011–2012 | adidas            | Audi / Digi                       |
| 2012–2013 | adidas            | Audi                              |
| 2013–2015 | adidas            | Audi / MVM                        |
| 2015      | adidas            | Audi / Győr                       |
| 2016–     | adidas            | Audi / Győr / Szerencsejáték Zrt. |

## Spillertruppen 2023/24
| Nr. | Navn                 | Nationalitet | Alder                      | Position     |
| --- | -------------------- | ------------ | -------------------------- | ------------ |
| 2   | Line Haugsted        | Danmark      | 11. november 1994 (30 år)  | Venstre back |
| 5   | Linn Blohm           | Sverige      | 20. maj 1992 (33 år)       | Stregspiller |
| 6   | Nadine Schatzl       | Ungarn       | 19. november 1993 (31 år)  | Venstre fløj |
| 7   | Kari Brattset        | Norge        | 15. februar 1991 (34 år)   | Stregspiller |
| 9   | Ana Gros             | Slovenien    | 21. januar 1991 (34 år)    | Højre back   |
| 10  | Bruna de Paula       | Brasilien    | 26. september 1996 (28 år) | Venstre back |
| 11  | Ryu Eun-hee          | Sydkorea     | 24. februar 1990 (35 år)   | Højre back   |
| 15  | Stine Bredal Oftedal | Norge        | 25. september 1991 (33 år) | Playmaker    |
| 16  | Silje Solberg        | Norge        | 16. juni 1990 (34 år)      | Målvogter    |
| 21  | Veronica Kristiansen | Norge        | 10. juni 1990 (34 år)      | Venstre back |
| 22  | Viktória Lukács      | Ungarn       | 31. oktober 1995 (29 år)   | Højre fløj   |
| 23  | Csenge Fodor         | Ungarn       | 23. april 1999 (26 år)     | Venstre fløj |
| 26  | Emilie Hovden        | Norge        | 5. april 1996 (29 år)      | Højre fløj   |
| 27  | Estelle Nze Minko    | Frankrig     | 11. september 1991 (33 år) | Playmaker    |
| 30  | Rinka Duijndam       | Holland      | 6. august 1997 (27 år)     | Målvogter    |
| 31  | Yvette Broch         | Holland      | 23. december 1990 (34 år)  | Stregspiller |
| 81  | Júlia Farkas         | Ungarn       | 1. august 2004 (20 år)     | Playmaker    |
| 89  | Sandra Toft          | Danmark      | 18. oktober 1989 (35 år)   | Målvogter    |

### Transfers
Tranfersoverblik for sæsonen 2023/24
| Danmark   | Ulrik Kirkely (Cheftræner) - Hentet i Odense Håndbold      |
| Danmark   | Kristian Danielsen (Ass. træne) - Hentet i Odense Håndbold |
| Brasilien | Bruna de Paula - Hentet i Metz Handball                    |
| Norge     | Emilie Hovden - Hentet i Viborg HK                         |
| Holland   | Rinka Duijndam - Hentet i Sola HK                          |

| Spanien    | Ambros Martín (Cheftræner)                       |
| Frankrig   | Raphäelle Tervel (Ass. træner)                   |
| Danmark    | Anne Mette Hansen - Skifer til Metz Handball     |
| Danmark    | Noémi Háfra - Skifer til ŽRK Budućnost           |
| Ungarn     | Dorottya Faluvégi - Skifer til SG BBM Bietigheim |
| Ungarn     | Eszter Ogonovszky - Skifer til DHK Baník Most    |
| Montenegro | Jelena Despotović                                |

### Kendte spillere
Klubben har haft nogle af verdens allerbedste håndboldspillere gennem tiden, både nationale og internationale spillere.
| - Anita Görbicz (1997-2021) - Beáta Hoffmann (0-1985, 1992-2001) - Anita Kulcsár (1995-2001) - Anikó Nagy (1992-2001) - Katalin Pálinger (0-2000, 2007-2012) - Krisztina Pigniczki (1993-2001) - Anna Szántó (1993-1996) - Orsolya Vérten (2002-2012) - Magda Jóna (1958-1959) - Ágnes Hornyák (2006-2015) - Anikó Kovacsics (2006-2016) - Bernadett Bódi (2001-2007, 2013-2020) - Zsuzsanna Lovász-Pavlik (2000-2003) - Mónika Kovacsicz (2003-2007) - Orsolya Herr (2000-2009, 2012-2015) - Éva Kiss (2015-2020) - Gabriella Juhász (2003-2007) - Adrienn Orbán (2004-2005, 2009-2017) - Zsuzsanna Tomori (2007-2010, 2015-2019) - Irina Sirina (2000-2006) - Marianna Bordásné Horváth (1992-2001) | - Rita Borbás (2003-2005) - Ibolya Mehlmann (1999-2005) - Gabriella Kindl (1999-2003) - Bojana Radulović (2006-2007) - Katrine Lunde (2010-2015) - Heidi Løke (2011-2017) - Kari Aalvik Grimsbø (2015-2020) - Nora Mørk (2016-2019) - Linn Jørum Sulland (2015-2016) - Ida Alstad (2016) - Amanda Kurtović (2019-2020) - Aurelia Brădeanu (2004-2011) - Simona Gogîrlă (2004-2007) - Crina Pintea (2018-2019, 2021-2022) - Katarina Bulatović (2013-2014, 2019-2020) - Jovanka Radičević (2011-2013) - Ana Đokić (2002-2008) - Jelena Grubišić (2014-2015) - Vesna Milanović-Litre (2014-2015) | - Raphaëlle Tervel (2012-2014) - Amandine Leynaud (2018-2022) - Béatrice Edwige (2019-2021) - Laura Glauser (2020-2022) - Nycke Groot (2015-2019) - Yvette Broch (2015-2018) - Anja Althaus (2018-2019) - Susann Müller (2014-2015) - Macarena Aguilar (2014-2015) - Mireya González (2018) - Eduarda Amorim (2009-2021) - Andrea Lekić (2011-2013) - Ana Gros (2010-2012) - Anna Sen (2014-2015) - Jana Knedlíková (2015-2020) - Katarína Mravíková (2007-2011) |

- Eszter Mátéfi (1993-1997)
- Gabriela Rotiș (2008-2009)
- Simona Spiridon (2007-2011)

## Bedrifter
Nationale titler
- Ungarsk mester (kvinder) x18: 1957, 1959, 2005, 2006, 2008, 2009, 2010, 2011, 2012, 2013, 2014, 2016, 2017, 2018, 2019, 2022, 2023, 2025.
- Ungarsk pokalvinder (kvinder) x15: 2005, 2006, 2007, 2008, 2009, 2010, 2011, 2012, 2013, 2014, 2015, 2016, 2018, 2019, 2021.
- Ungarsk mester (mænd) x3: 1987, 1989, 1990.
- Ungarsk pokalvinder (mænd) x4: 1973, 1985, 1986, 1987.

Bedste internationale resultater
- EHF Champions League (kvinder): Vinder (7) 2013, 2014, 2017, 2018, 2019, 2024, 2025, finalist (4) 2009, 2012, 2016, 2022, bronze (2) 2021, 2023.
- Cup Winners' Cup (kvinder): Finalist 2006, semifinalist 2003.
- EHF Cup (kvinder): Finalist 1999, 2002, 2004, 2005.
- City Cup (kvinder): Kvartfinalist 1996, 1997.

- IHF Cup (mænd): Vinder 1986.